# Haji (BLOOD+)
Haji è un personaggio dell'anime e manga BLOOD+ di Junichi Fujisaku.
Haji, un ragazzo dai lunghi capelli raccolti è l'unico cavaliere di Saya durante tutta la serie. Fedelissimo non esita un istante a rischiare la volta per la donna, incarnando i principi del cavaliere cortese medioevale.

## Storia

### Nel passato
Il passato di Haji lo si intravede nei ricordi che appaiono lungo la serie, era stato presentato giovanissimo a Saya e dopo un lungo periodo di amicizia la ragazza come ringraziamento, vedendolo anche in pericolo di vita in un incidente, gli offre la vita eterna. Quando assiste all'enorme dolore che le sue gocce di sangue provocano nel ragazzo piange.

### Nel presente
Haji difende sempre Saya da chiunque, sia in battaglia che nella vita normale quasi comportandosi come il suo legittimo fidanzato. Accompagna la ragazza in tutte le sue avventure, arrivando anche in Russia con lei. Cerca di nascondera Saya dall'attacco dei Schiff, guerrieri scelti modificati geneticamente da Amshel Goldsmith, anche se viene sconfitto. Più volte li affronterà anche se non riesce ad ucciderne nemmeno uno ma alla fine il gruppo si unisce diventando amici. Difende nella fredda Russia la donna dall'attacco del più potente nemico, Amshel stesso e viene pesantemente sconfitto. Verso la fine della serie avrà modo di combattere di nuovo contro il mostro prendendosi una piccola rivincita.

### Carattere
Innamorato di Saya, le sta accanto durante il suo periodo di amnesia accettando l'idea che lei non lo riconosca, solo per il piacere di poterle stare accanto. Ama suonare il violoncello che porta sempre con sé. Difende Saya e i suoi amici, come se fosse una guardia del corpo o un cavaliere servente del medioevo. Taciturno, i suoi discorsi più celebri sono quelli dove istruisce il nuovo cavaliere ai compiti di un provetto difensore della propria padrona e quello di profondo rispetto verso la fine della serie che mostra verso Solomon Goldsmith.

### Tecniche
La sua mano sempre fasciata nasconde la mano di un mostro, con essa combatte contro ogni avversario. Oltre a ciò non si distingue per altre capacità combattive, si rigenera ma al pari degli altri cavalieri soltanto che lui viene più spesso ferito, infatti nel corso della serie viene impalato più volte.

### Curiosità
Il Tankōbon "Blood+ Viaggio Al Termine Della Notte" è un unico numero speciale dedicato interamente a lui.